# Pardosa algoides
Pardosa algoides là một loài nhện trong họ Lycosidae.
Loài này thuộc chi Pardosa. Pardosa algoides được Ehrenfried Schenkel-Haas miêu tả năm 1963.